# Hylaeus xanthognathus
Hylaeus xanthognathus là một loài Hymenoptera trong họ Colletidae. Loài này được Rayment mô tả khoa học năm 1935.